# Stigmella nivenburgensis
Stigmella nivenburgensis là một loài bướm đêm thuộc họ Nepticulidae. Nó được tìm thấy ở Litva và central Nga to bán đảo Iberia, Ý và Hy Lạp. It has also reported from Turkmenistan.
There are at least three generations on Rhodes.
Ấu trùng ăn Salix alba, Salix babylonica, Salix fragilis và Salix triandra. Chúng ăn lá nơi chúng làm tổ.